# Schaesberg (geslacht)

Alliantiewapen Schaesberg-Retersbeek

Het geslacht Schaesberg, ook Von Schaesberg of Van Schaesberg, is een van oorsprong Nederlands-Limburgs geslacht dat tot de 'hoge adel' wordt gerekend. De familie, die in 1712 werd verheven tot de vorstenstatus binnen het Heilige Roomse Rijk, maakte bij de stichting van het Verenigd Koninkrijk der Nederlanden in 1815 geen aanspraak op Nederlands adeldom, waardoor ze in de Nederlandse adelsliteratuur nauwelijks wordt genoemd.

## Geschiedenis

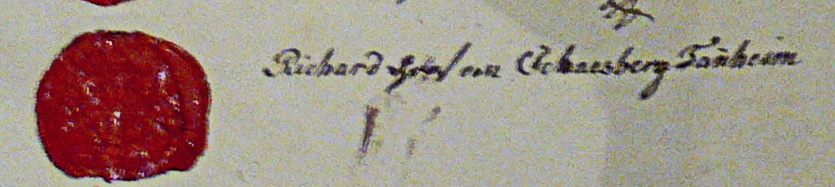
Zegel en handtekening van Richard Graf von Schaesberg-Tannheim, 1815

De oorsprong van de familie Van Schaesberg en met name de samenhang met families als Van Retersbeek, Van Caldenborn, Chorus en Van Berghe, was lange tijd onduidelijk. In 2009 publiceerde de Maastrichtse historicus en archivaris een nieuwe thesis voor deze oorsprong, die volgens zijn onderzoekingen begint met Dirk van Caldenborn (1331-1369). Diens zoon noemt zich Willem I van Retersbeck (of Retersbeek) (1350-1381). Twee van hun kinderen, Gerard I (1381-1406) en Gertrud huwen met leden van de familie Van Schaesberg. Hoewel Gerards zoon Willem III en zijn kleinzoon Frederik zich nog Van Retersbeek-Schaesberg noemen, kiest de volgende generatie voor de naam Van Schaesberg. Tot hun belangrijkste erfenis behoorde het kasteel Schaesberg.
In 1618 wordt het ridderleen Schaesberg een zelfstandige heerlijkheid, dankzij een forse betaling van Frederik II van Schaesberg aan de landvoogden Albrecht en Isabella. In 1637 volgde verheffing tot des H.R.R. Reichsfreiherr, en in 1706 tot de gravenstand. De heerlijkheid Schaesberg is van 1661 tot 1713 een Spaanse enclave en van 1713 tot 1785 een Oostenrijkse enclave in Staats gebied. Het kasteel bleef tot 1733 bewoond door leden van het geslacht; daarna verbleven de leden op kastelen in Duitsland en lieten het beheer aan rentmeesters over. In 1803 verkregen zij bij de Reichsdeputationshauptschluss de heerlijkheid Tannheim als vergoeding voor verloren gegane goederen. In 1806 werd het geslacht gemediatiseerd en gaan leden van het geslacht behoren tot de 'ebenbürtige' families. In 1829 volgde de verlening van het predicaat Erlaucht; dit predicaat werd verleend bij eerstgeboorte. In 1847 werd een en ander in Oostenrijk bevestigd. De leden van het geslacht, hoewel ebenbürtig, voeren niettemin alleen de titel van graaf of gravin. Na de Tweede Wereldoorlog werd het kasteel Schaesberg als vijandelijk, Duits vermogen geconfisqueerd.
Het geslacht is slechts een van de vier van oorsprong Nederlandse geslachten, of takken daarvan, die tot de hoge adel behoren, of behoorden, naast de in mannelijke lijn uitgestorven grafelijke tak Bentinck, de in 1995 uitgestorven tak Van Rechteren en de nog bloeiende vorstelijke tak Von Quadt. De huidige familiechef, graaf Johannes von Schaesberg, voert het adellijk predicaat Erlaucht ("zijne Doorluchtigheid").

## Enkele telgen

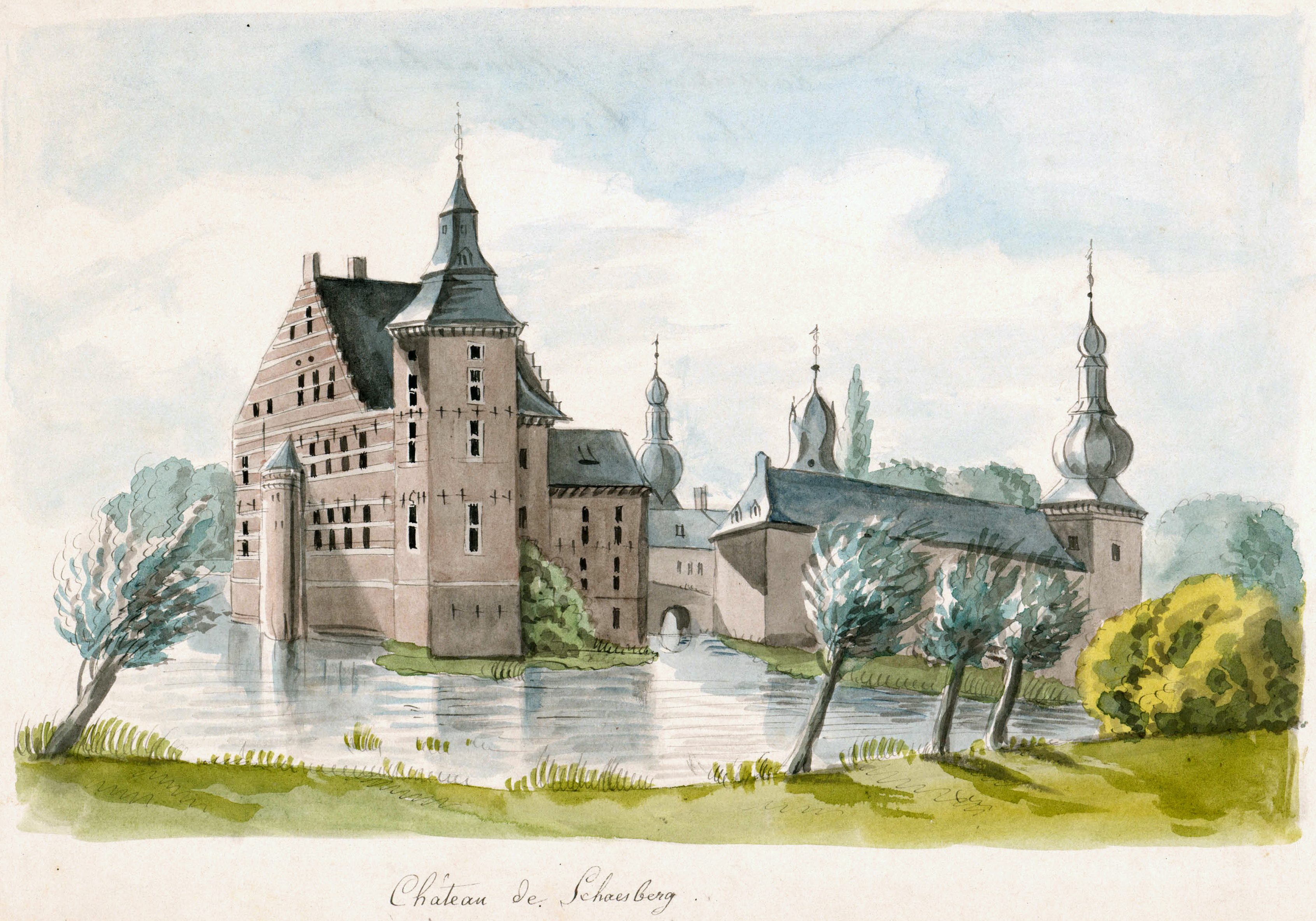
Ingekleurde tekening van Kasteel Schaesberg (Philippe van Gulpen, ca. 1840)

- Johan Willem van Schaesberg (1696-1768), rijksgraaf van Schaesberg
  - August van Schaesberg (1730-1801), van 1768 toto 1795 rijksgraaf van Schaesberg, gehuwd met Isabella Margaretha van Cortenbach
    - Hendrik Eduard van Schaesberg-Tannheim (1779-1835), rijksgraaf van Schaesberg, vanaf 1803 heer van Tannheim, in het kader van de Reichsdeputationshauptschluss
- Wilhelm Heinrich Graf von Schaesberg (1855-1910), heer van Tannheim, erfelijk lid van de Eerste Kamer van Württemberg[6]
  - Joseph Graf von Schaesberg (1882-1963), heer van Tannheim, erfelijk lid van de Eerste Kamer van Württemberg; trouwde in 1913 met de Belgische Ghislaine gravin de Berlaymont (1886-1954) en zij adopteren in 1951 hun neef Heinrich (1922-1996)
    - Hans Heinrich Erbgraf von Schaesberg (1920-1944), luitenant, omgekomen in krijgsgevangenschap

  - Richard von Schaesberg-Tannheim (1884-1953), sportruiter, won in 1912 olympisch zilver[7]
  - Walter Graf von Schaesberg (1890-1971), heer van Woltersdorf en Lübsee (Pommeren), ritmeester
    - Heninrich Graf von Schaesberg (1922-1996), adoptiefzoon van zijn oom Joseph (1882-1963), land- en bosbouwer
      - Z.D. Johannes Graf von Schaesberg (1960), huidig hoofd van het geslacht Schaesberg, land- en bosbouwer
        - Leander Erbgraf von Schaesberg (2007)

      - Prof. dr. Petrus Graf von Schaesberg (1967-2008), hoogleraar kunstgeschiedenis aan de Columbia-universiteit[8]

## Bezittingen
Van het stamslot Kasteel Schaesberg, dat omstreeks 1570 geheel herbouwd werd, is anno 2020 slechts een ruïne over, hoewel er plannen zijn om het kasteel (deels) te herbouwen. Tot de vroege familiebezittingen behoort ook het Klimmender Huuske (ofwel Huis Retersbeek). Het Kasteel Strijthagen, vlak bij Schaesberg, was van 1554 tot 1678 in bezit van de familie Schaesberg. Hetzelfde geldt voor de kastelen Nijswiller (1587-1687), Kunrade (1659-1721) en Lichtenberg (1659-1804). De belangrijkste bezittingen van de familie bevinden zich in Duitsland, onder andere in het hertogdom Gulik en het Duitse deel van het Gelders Overkwartier. Van 1623 tot 1943 fungeerde het Kasteel Krickenbeck als stamslot. In Tannheim bevinden zich onder andere de familiekastelen (Ochsenhauser Pfleghof en Neues Schloss) en een jachthut (Jägerhaus). De familiegrafkelder, eveneens in Tannheim, is ontworpen door de Duitse architect Ernst Haiger in neobarokstijl.

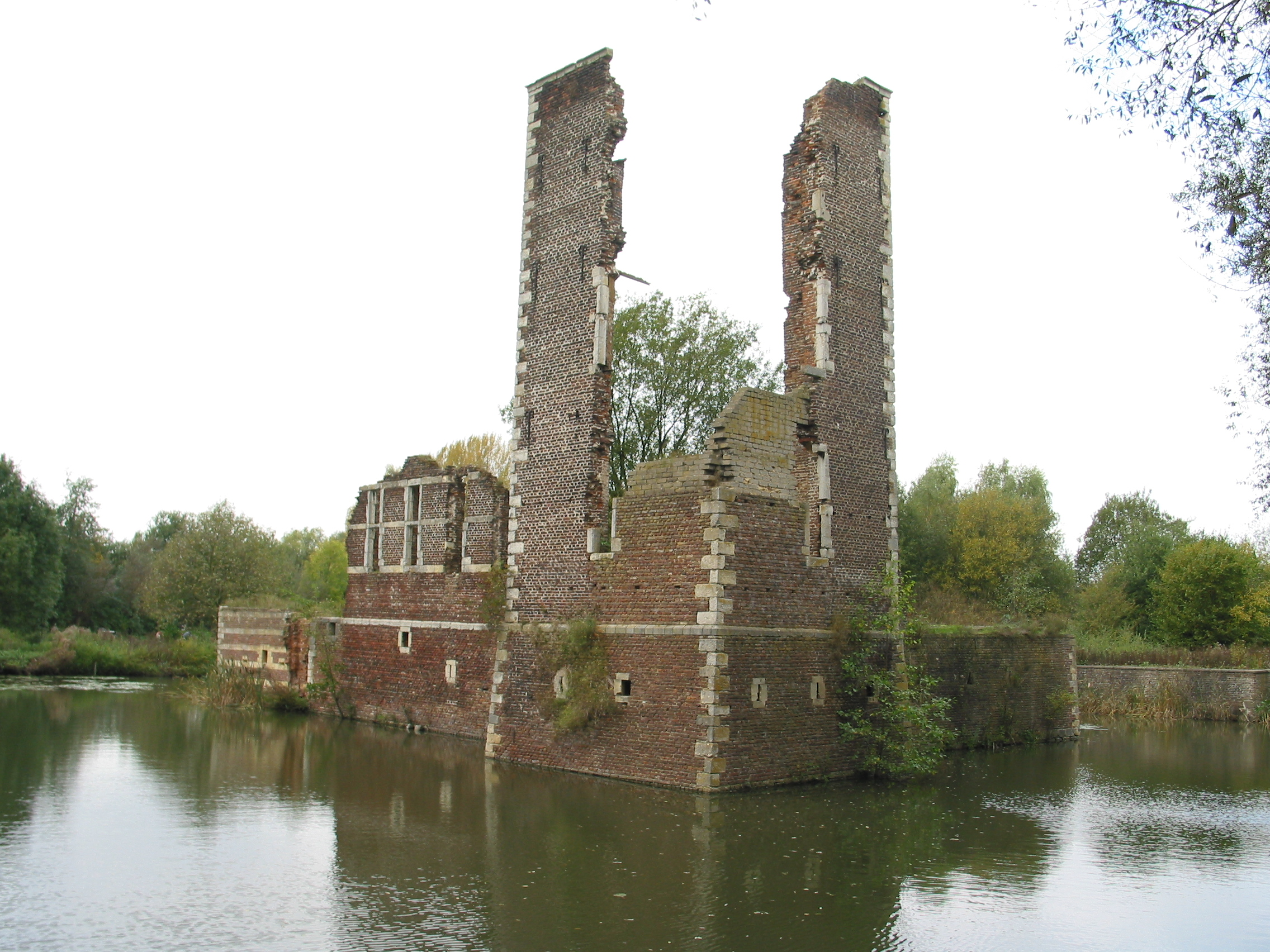
Kasteel Schaesberg
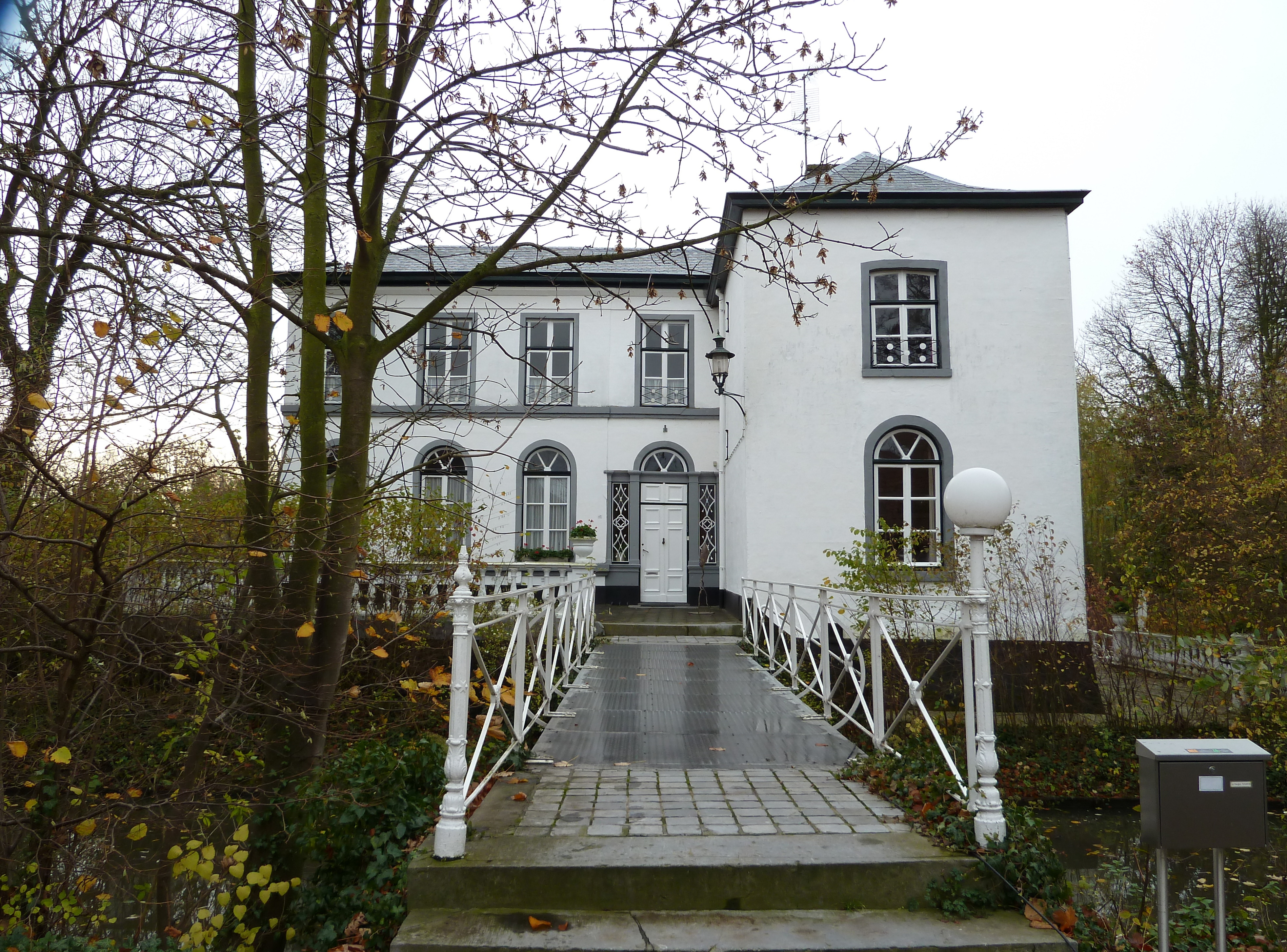
Huis Retersbeek
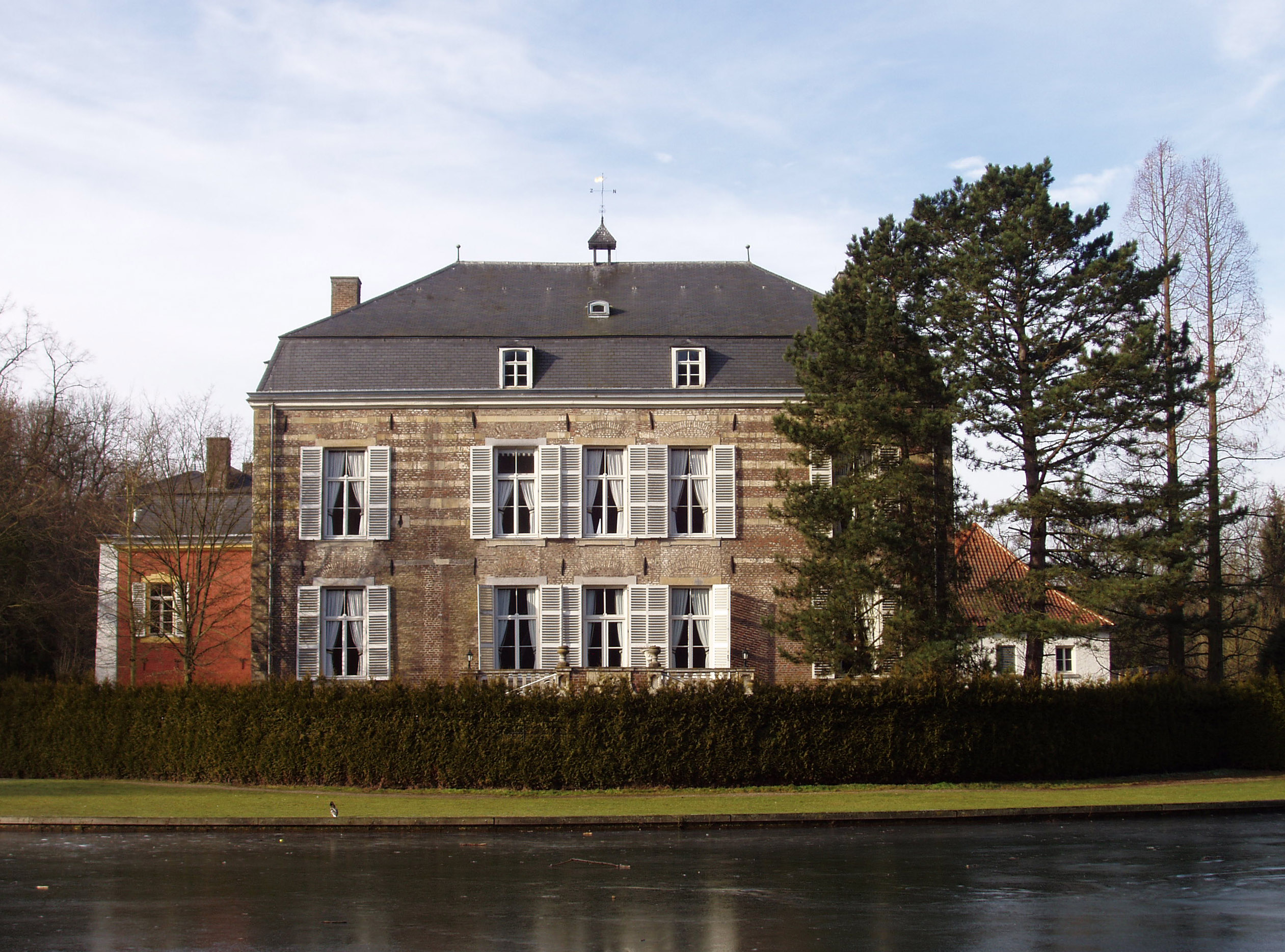
Kasteel Strijthagen
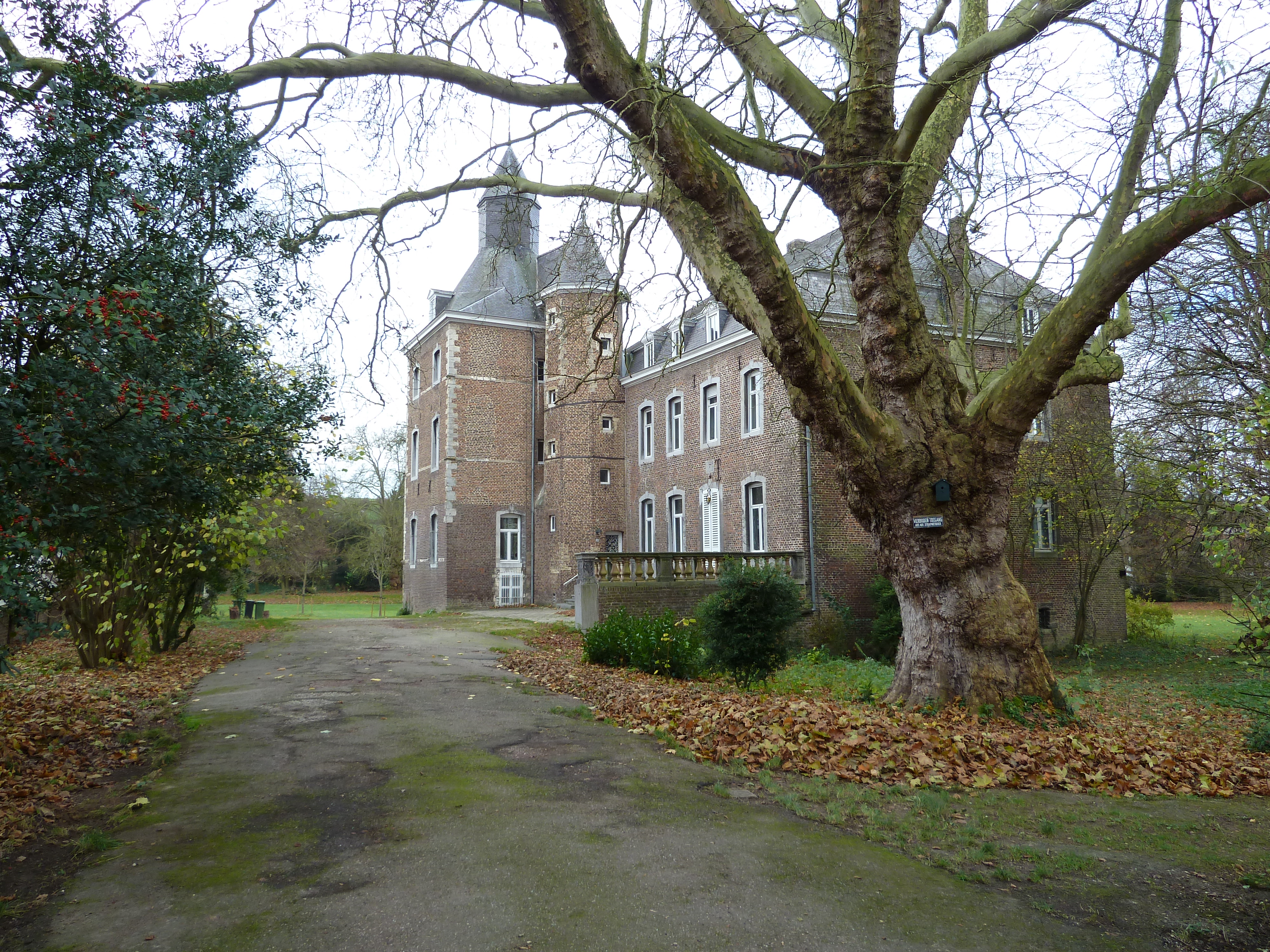
Kasteel Nijswiller
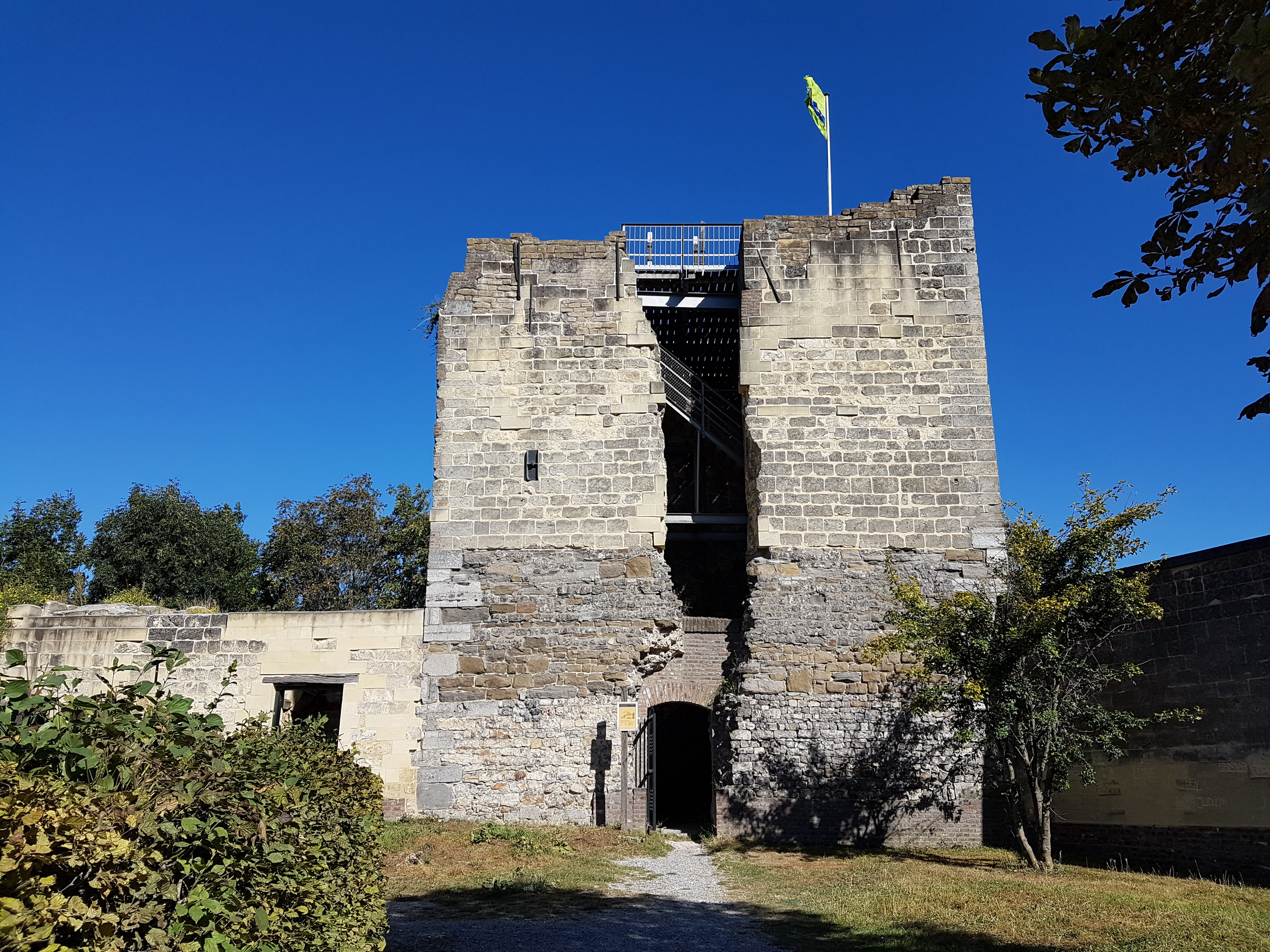
Kasteelruïne Lichtenberg
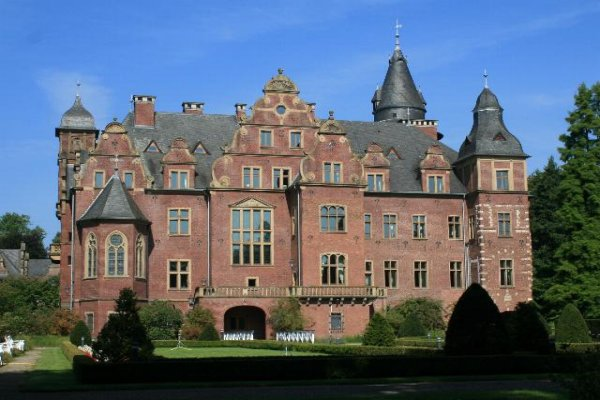
Kasteel Krickenbeck
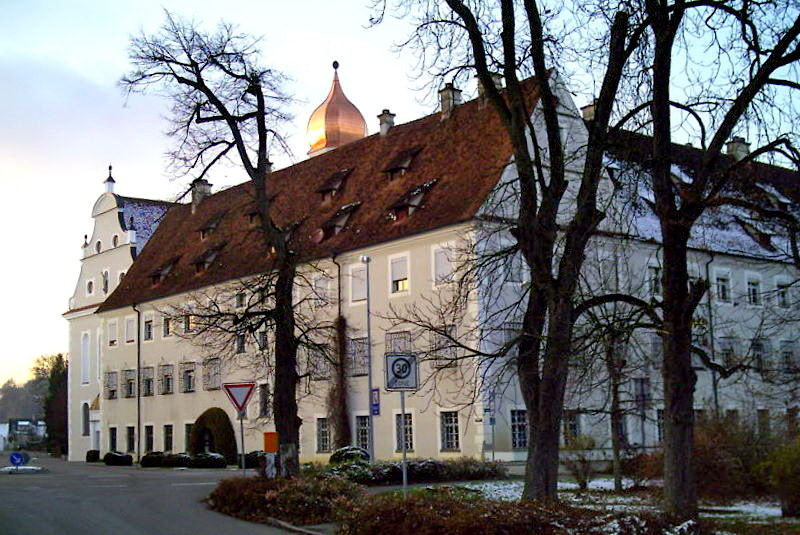
Ochsenhauser Pfleghof, Tannheim
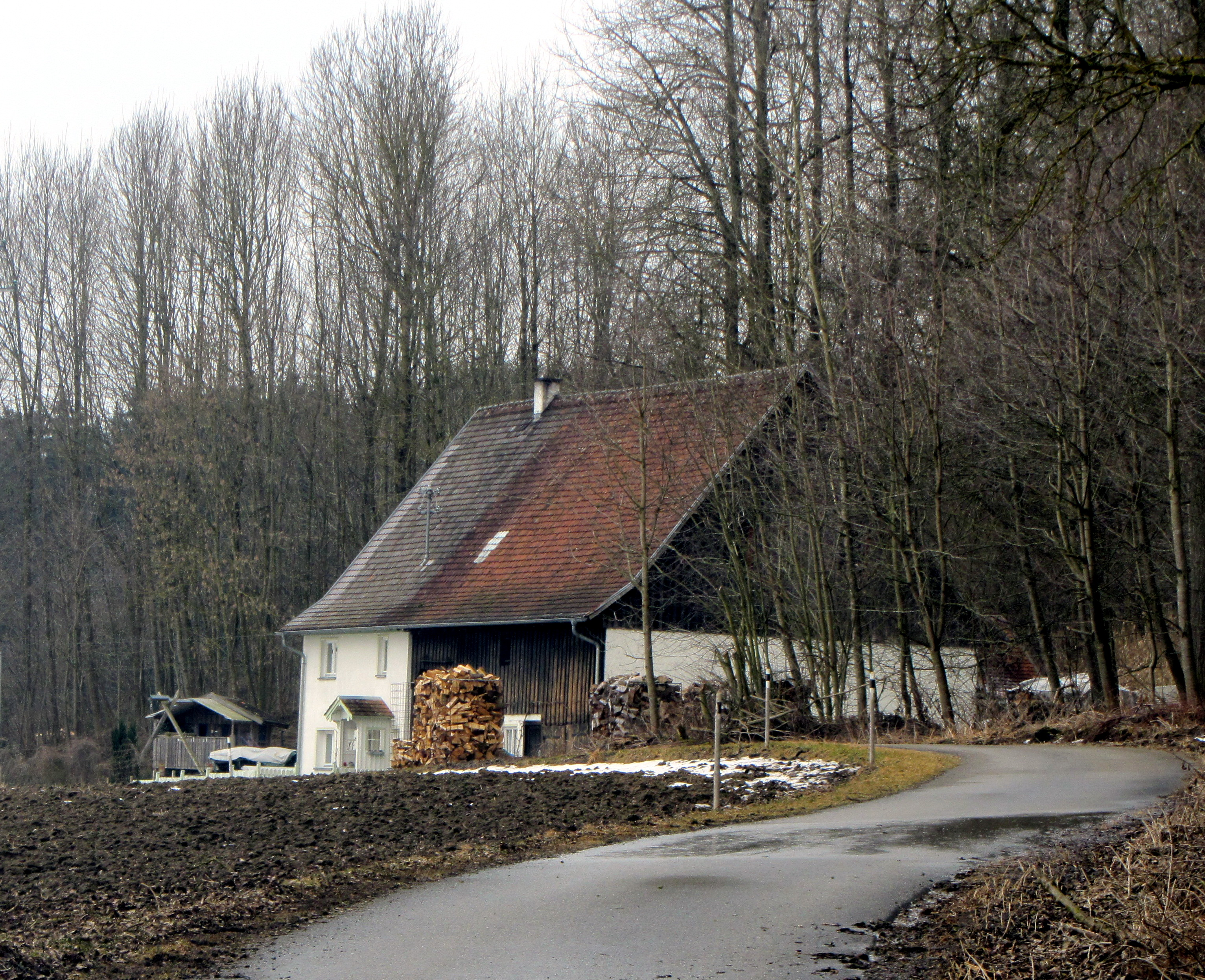
Jägerhaus Tannheim
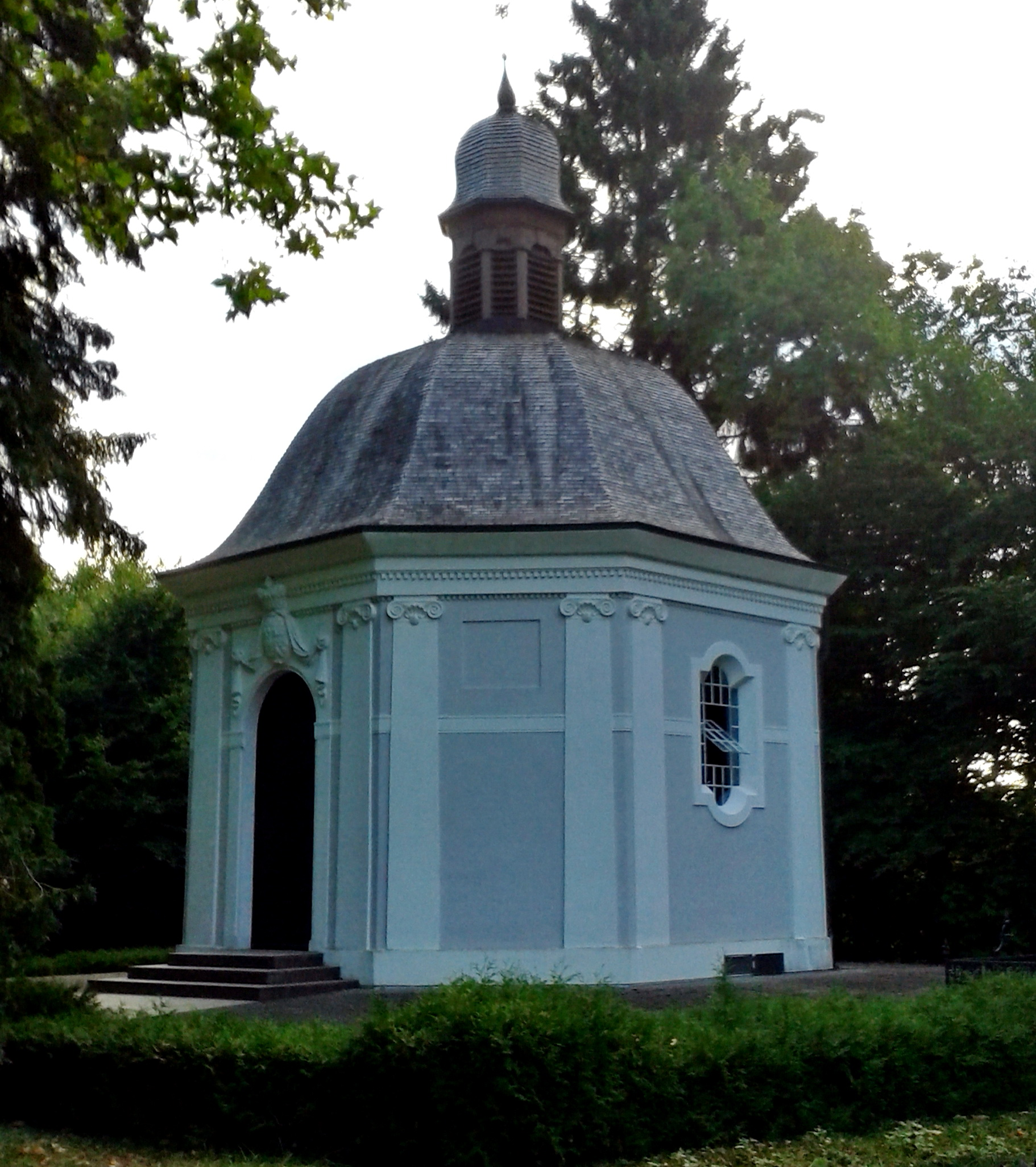
Familiemausoleum Tannheim